# Alda Guerreiro
Alda Guerreiro Machado (Santiago do Cacém, 1878 — 1943) foi uma professora e poetisa portuguesa, tendo divulgado a sua obra e as suas ideias em diferentes jornais e revistas da época.
Casou com Constantino Machado, tendo fundado as escolas “Liberal”, “Livre” e de artes de bordados.

## Publicações
- D. Henrique (Henry the navigator) (1917)
- Duarte D'Almeida (1917)
- Egas Moniz (1917)
- Imprensa (press) (1908)
- Nuno Álvares (1917)
- Saudade (1917)
- Scenas do Lar (Home scenes) (1905)